# 内山村 (長野県)
内山村（うちやまむら）は長野県南佐久郡にあった村。現在の佐久市内山にあたる。

## 地理
- 山：兜岩山、熊倉峰
- 河川：内山川

## 歴史
- 1889年（明治22年）4月1日 - 町村制の施行により、南佐久郡内山村が単独で自治体を形成。
- 1956年（昭和31年）8月1日 - 南佐久郡中込町・平賀村と新設合併し、改めて中込町が発足。同日内山村廃止。

## 交通

### 道路
- 富岡街道（現・国道254号）